# Championnat du monde de vitesse moto 1983
Navigation
Édition précédente Édition suivante
Le Championnat du monde de vitesse moto 1983 est la 35e saison de vitesse moto organisée par la FIM.

Ce championnat comporte douze courses de Grand Prix, pour quatre catégories : 500 cm3, 250 cm3, 125 cm3 et 50 cm3.
La catégorie 350 cm3, présente depuis le premier championnat de 1949, disparaît et ce sera la dernière saison pour la catégorie 50 cm3 (apparue en championnat en 1962) qui passera à 80 cm3 pour la saison 1984.

## Attribution des points
Les points du championnat sont attribués aux dix premiers de chaque course :
| Classement | 1  | 2  | 3  | 4 | 5 | 6 | 7 | 8 | 9 | 10 |
| ---------- | -- | -- | -- | - | - | - | - | - | - | -- |
| Points     | 15 | 12 | 10 | 8 | 6 | 5 | 4 | 3 | 2 | 1  |

## Grands Prix de la saison
| N° | Course                            | Lieu         | Vainqueur 50 cm³  | Vainqueur 125 cm³ | Vainqueur 250 cm³   | Vainqueur 500 cm³ | Résultat |
| -- | --------------------------------- | ------------ | ----------------- | ----------------- | ------------------- | ----------------- | -------- |
| 1  | Grand Prix d'Afrique du Sud       | Kyalami      |                   |                   | Jean-François Baldé | Freddie Spencer   | Résultat |
| 2  | Grand Prix de France              | Le Mans      | Stefan Dörflinger | Ricardo Tormo     | Alan Carter         | Freddie Spencer   | Résultat |
| 3  | Grand Prix des Nations            | Monza        | Eugenio Lazzarini | Ángel Nieto       | Carlos Lavado       | Freddie Spencer   | Résultat |
| 4  | Grand Prix d'Allemagne de l'Ouest | Hockenheim   | Stefan Dörflinger | Ángel Nieto       | Carlos Lavado       | Kenny Roberts     | Résultat |
| 5  | Grand Prix d'Espagne              | Jarama       | Eugenio Lazzarini | Ángel Nieto       | Hervé Guilleux      | Freddie Spencer   | Résultat |
| 6  | Grand Prix d'Autriche             | Salzburgring |                   | Ángel Nieto       | Manfred Herweh      | Kenny Roberts     | Résultat |
| 7  | Grand Prix de Yougoslavie         | Rijeka       | Stefan Dörflinger | Bruno Kneubühler  | Carlos Lavado       | Freddie Spencer   | Résultat |
| 8  | Grand Prix des Pays-Bas           | Assen        | Eugenio Lazzarini | Ángel Nieto       | Carlos Lavado       | Kenny Roberts     | Résultat |
| 9  | Grand Prix de Belgique            | Spa          |                   | Eugenio Lazzarini | Didier de Radiguès  | Kenny Roberts     | Résultat |
| 10 | Grand Prix de Grande-Bretagne     | Silverstone  |                   | Ángel Nieto       | Jacques Bolle       | Kenny Roberts     | Résultat |
| 11 | Grand Prix de Suède               | Anderstorp   |                   | Bruno Kneubühler  | Christian Sarron    | Freddie Spencer   | Résultat |
| 12 | Grand Prix de Saint-Marin         | Imola        | Ricardo Tormo     | Maurizio Vitali   |                     | Kenny Roberts     | Résultat |

## Résultats de la saison

### Championnat 1983 catégorie 500 cm³
| Clas. | Pilote            | N° | Pays        | Constructeur | Points | Victoires |
| ----- | ----------------- | -- | ----------- | ------------ | ------ | --------- |
| 1     | Freddie Spencer   | 3  | États-Unis  | Honda        | 144    | 6         |
| 2     | Kenny Roberts     | 4  | États-Unis  | Yamaha       | 142    | 6         |
| 3     | Randy Mamola      | 6  | États-Unis  | Suzuki       | 89     | 0         |
| 4     | Eddie Lawson      | 27 | États-Unis  | Yamaha       | 78     | 0         |
| 5     | Takazumi Katayama | 7  | Japon       | Honda        | 77     | 0         |
| 6     | Marc Fontan       | 10 | France      | Yamaha       | 64     | 0         |
| 7     | Marco Lucchinelli | 8  | Italie      | Honda        | 48     | 0         |
| 8     | Ron Haslam        | 9  | Royaume-Uni | Honda        | 31     | 0         |
| 9     | Franco Uncini     | 1  | Italie      | Suzuki       | 31     | 0         |
| 10    | Raymond Roche     | 28 | France      | Honda        | 22     | 0         |

### Championnat 1983 catégorie 250 cm³
| Clas. | Pilote              | N° | Pays                 | Constructeur | Points | Victoires |
| ----- | ------------------- | -- | -------------------- | ------------ | ------ | --------- |
| 1     | Carlos Lavado       | 5  | Venezuela            | Yamaha       | 100    | 4         |
| 2     | Christian Sarron    | 10 | France               | Yamaha       | 73     | 1         |
| 3     | Didier de Radiguès  | 6  | Belgique             | Chevallier   | 68     | 1         |
| 4     | Hervé Guilleux      |    | France               | Kawasaki     | 63     | 1         |
| 5     | Thierry Espié       | 13 | France               | Chevallier   | 55     | 0         |
| 6     | Martin Wimmer       | 4  | Allemagne de l'Ouest | Yamaha       | 45     | 0         |
| 7     | Manfred Herweh      | 26 | Allemagne de l'Ouest | Real         | 40     | 1         |
| 8     | Jean-François Baldé | 12 | France               | Chevallier   | 32     | 1         |
| 9     | Jacques Cornu       | 17 | Suisse               | Yamaha       | 32     | 0         |
| 10    | Jacques Bolle       | 19 | France               | Yamaha       | 26     | 1         |

### Championnat 1983 catégorie 125 cm³
| Clas. | Pilote             | N° | Pays     | Constructeur | Points | Victoires |
| ----- | ------------------ | -- | -------- | ------------ | ------ | --------- |
| 1     | Ángel Nieto        | 1  | Espagne  | Garelli      | 102    | 6         |
| 2     | Bruno Kneubühler   | 15 | Suisse   | MBA          | 76     | 2         |
| 3     | Eugenio Lazzarini  | 2  | Italie   | Garelli      | 67     | 1         |
| 4     | Maurizio Vitali    | 13 | Italie   | MBA          | 67     | 1         |
| 5     | Ricardo Tormo      | 5  | Espagne  | MBA          | 52     | 1         |
| 6     | Hans Müller        | 8  | Suisse   | MBA          | 43     | 0         |
| 7     | Johnny Wickström   | 10 | Finlande | MBA          | 42     | 0         |
| 8     | Pier Paolo Bianchi | 4  | Italie   | Sanvenero    | 40     | 0         |
| 9     | Fausto Gresini     |    | Italie   | Garelli      | 37     | 0         |
| 10    | August Auinger     | 6  | Autriche | MBA          | 30     | 0         |

### Championnat 1983 catégorie 50 cm³
| Clas. | Pilote             | N° | Pays                 | Constructeur | Points | Victoires |
| ----- | ------------------ | -- | -------------------- | ------------ | ------ | --------- |
| 1     | Stefan Dörflinger  | 1  | Suisse               | Kreidler     | 81     | 3         |
| 2     | Eugenio Lazzarini  | 2  | Italie               | Garelli      | 69     | 3         |
| 3     | Claudio Lusuardi   | 3  | Italie               | Villa        | 38     | 0         |
| 4     | Hans Spaan         | 9  | Pays-Bas             | Kreidler     | 34     | 0         |
| 5     | George Looijestyn  | 13 | Pays-Bas             | Kreidler     | 34     | 0         |
| 6     | Hagen Klein        | 10 | Allemagne de l'Ouest | FKN          | 33     | 0         |
| 7     | Ricardo Tormo      | 4  | Espagne              | Garelli      | 25     | 1         |
| 8     | Rainer Kunz        |    | Allemagne de l'Ouest | FKN          | 21     | 0         |
| 9     | Gerhard Bauer      | 14 | Allemagne de l'Ouest | Ziegler      | 20     | 0         |
| 10    | Rainer Scheidhauer | 12 | Allemagne de l'Ouest | Kreidler     | 17     | 0         |
| 10    | Theo Timmer        | 7  | Pays-Bas             | Bultaco      | 17     | 0         |